# Делейна (язовир)
Язовир „Делейна“ е язовир в Област Видин, разположен на 1 km от село Делейна. Той е построен през 50-те години на 20 век. Първоначално е използван за нуждите на ТКЗС „Зора“, а по-късно е преобразуван в място за отдих и риболов. Язовирът е със сравнително малки размери, но това не пречи на запалени рибари да го посещават всеки ден. През 1999-2000 г. пресъхва почти напълно, но само година по-късно, благодарение на падналите обилни валежи, той отново е предпочитано място за отдих. Към 2013 г. площта на язовира е едва 1/3 от първоначалната.